# Tommy Dinesen
Tommy Dinesen (født 5. maj 1939) er en dansk politiker fra Socialistisk Folkeparti. 
Tommy Dinesens far var matros og hans mor opvasker på Storebæltsfærgerne. Da han selv havde gjort 7. klasse færdig, kom han på Svendborg Søfartsskole, hvorpå han stak til søs. Han kom på langfart med rederierne DFDS og A.P. Møller, først som dæksdreng, og siden ungmand og matros. I tiden fra 1964 til 1981 var han matros hos JKL, færgefarten mellem Juelsminde og Kalundborg. Han blev tidligt fagligt engageret, blev sikkerhedsrepræsentant og aktiv i Sømændenes Forbund. I 1965 meldte han sig ind i SF. 
Hans politiske karriere startede i Vestsjællands Amtsråd. Han blev valgt til Folketinget i 1981, men stoppede som folketingsmedlem, da han i 1998 blev medlem af Kalundborg Byråd. I 2002 blev han borgmester. Efter kommunesammenlægningerne i 2005 bevarede Tommy Dinesen som den eneste af SF's borgmestre sin titel, da han blev borgmester i den ny Kalundborg Kommune. 24. januar 2008 meddelte han, at han på førstkommende byrådsmøde ville træde tilbage af helbredshensyn. Han fortsatte dog en tid som menigt medlem af kommunalbestyrelsen.
Tommy Dinesen var manden bag Landsforeningen mod Storebæltsbroen, og var en tid dens formand. Han argumenterede med at broen ville føre til øget bilisme, samt at færgebyerne Korsør og Nyborg ville miste arbejdspladser og ende som spøgelsesbyer.
Han har også været formand for Kalundborg Produktionsskole.